# كريج هوجان
كريج هوجان (بالإنجليزية: Craig Hogan)‏‏ فيزيائي، وعالم فيزياء فلكية، وعالم فلك من الولايات المتحدة.

## الجوائز
- جائزة غروبر في علم الفلك [الإنجليزية]‏
- جائزة هومبولت
- جائزة الفيزياء الأساسية